# SS Naronic
SS Naronic a fost un vapor construit de firma maritimă White Star Line. Vaporul s-a scufundat în mare după ce a părăsit orașul Liverpool în 11 februarie 1893, îndreptându-se spre New York. Din nefericire, toate cele 74 de persoane prezente la bord au murit în urma scufundării. Povestea scufundării va rămâne un mister nerezolvat nici chiar până azi.
SS Naronic a fost vaporul geamăn al lui SS Bovic.